# Desmatozuch
Desmatozuch (Desmatosuchus) – rodzaj archozaura należącego do rzędu Aetosauria. Był jednym z największych aetozaurów – osiągał długość 5 m i 1,5 m wysokości. Żył w późnym triasie na terenie współczesnego stanu Teksas w Stanach Zjednoczonych.
Silnym opancerzeniem ciała oraz bezzębnym przodem szczęk przypominał większość innych przedstawicieli Stagonolepididae. Dzioba używał prawdopodobnie do rycia w podłożu i wyrywania roślinności, którą się żywił. Jego pancerz różnił się jednak od opancerzenia innych aetozaurów – desmatozuch miał po bokach grzbietu dwa rzędy kostnych kolców, spośród których najdłuższe (45 cm długości) znajdowały się na wysokości ramion. Odstraszały one drapieżniki i zapewniały dodatkową ochronę w przypadku ataku.

## Gatunki
- Desmatosuchus smalli[1]
- Desmatosuchus spurensis

Obecnie rodzaj Desmatosuchus obejmuje dwa gatunki – „Desmatosuchus” chamaensis uznawany jest za przedstawiciela osobnego rodzaju. Trwają dyskusje, czy powinien on nosić nazwę Heliocanthus, czy Rioarribasuchus.